# Gyöngyössy Erzsébet
Gyöngyössy Erzsébet (Gyöngyösi/Gyöngyösy Erzsi) (Gyula, 1880. november 15. – Budapest, 1960. április 8.) magyar színésznő.

## Életpályája
Szülei: Gyöngyösy László és Boár Ilona voltak. 1904-ben elvégezte a Színművészeti Akadémiát. Krecsányi Ignác társulatában kezdte pályájafutását. 1905-ben a Városligeti Színkörben szerepelt. 1906–1907 között Kövessy Albert társulatában, 1907-től a Modern Színházban játszott. 1912 után egy időre visszavonult a színpadtól. 1922-ben a Várszínház tagja volt. 1923–1925 között a Vígszínház, 1928–1930 között a Belvárosi és a Művész Színház színművésze volt. 1930-ban egy évadra Szegedre szerződött. 1932-ben a ismét a Vígszínházban, 1933-ban a Magyar Színház, 1934-ben a Bethlen Téri Színház, 1934–1937 között újból a Vígszínházban volt látható. 1937-ben a Művész, 1938-ban a Belvárosi Színházban, 1939-ben a Dunaparti Színpadon szerepelt. 1941-ben a Vígszínházban lépett fel. Utolsó éveit a Jászai Mari Színészotthonban töltötte.

## Magánélete
Budapesten, 1912. augusztus 10-én házasságot kötött Pethe Kálmán (1867–1930) nagykereskedővel.

## Filmjei
- Rongyosok (1925)
- Zsuzsanna és a vének (1928)
- A vén gazember (1932)
- Vica, a vadevezős (1933)
- Szent Péter esernyője (1935)
- Áll a bál (1939)